# Ralph Sander
Ralph Sander (* 1963 in Köln; Pseudonyme: Catherine Ashley Morgan; R.S. Graham) ist ein deutscher Übersetzer, Sachbuchautor und Schriftsteller. Daneben betätigt er sich als Cartoon- und Comiczeichner und illustriert Buchcover.

## Leben
Ralph Sander wuchs in Köln auf, wo er nach dem Besuch der höheren Handelsschule eine Ausbildung zum Steuerfachgehilfen absolvierte. Nach dem Zivildienst arbeitete er 1988 bis 1995 in einem karitativen Verein, ehe er freiberuflich als Übersetzer, Lektor und Autor tätig war. In der kurzen Existenz der deutschen Ausgabe des Magazins Starlog war er Chefredakteur, außerdem trat er mit zahlreichen Veröffentlichungen über das Star-Trek-Universum und eigenen Büchern hervor. Als Übersetzer arbeitete er für die Star-Trek- und allgemeine SF-Magazine wie Starburst, Xposé, Shivers. Aktuell übersetzt er Romane unter anderem für Egmont, Lübbe, Weltbild und CORA. Ein Übersetzungsschwerpunkt ist das Genre Science Fiction und Fantasy (unter anderem Dan Abnett, Alan Dean Foster und Romane zum Warhammer 40,000-Spieluniversum). Als Autor hat er unter dem Pseudonym R.S. Graham für CORA mehrere Mystery-Romane veröffentlicht. Bei Weltbild sind unter dem Pseudonym Catherine Ashley Morgan mehrere Katzenkrimis erschienen. 2019 erschien im Verlag In Farbe und Bunt der erste von Sander erdachte, getextete und gezeichnete Comic Der kleine Trekkie. Aktuell erscheint unter seinem Namen die Kater Brown-Krimireihe bei Lübbe, für die bislang vierzehn Folgen entstanden.

## Romane
- 1995 Der Garten
- 2001 Lena & Nico, endlich daheim!, ISBN 3-89748-502-8
- 2002 The Tribe – Zwischen Hoffen und Bangen
- 2002 Lechvelian (Roman aus der Welt von Midgard (Rollenspiel)) ISBN 3-89840-801-9
- 2003 The Tribe – Schöne neue Welt
- 2003 Semper und der tote Vulkanier (Krimi)
- 2007 Jennys letzter Song (Mystery-Thriller), Cora, Hamburg (als R.S. Graham)
- 2008 Mörderisches Sommercamp (Mystery-Thriller), Cora, Hamburg (als R.S. Graham)
- 2008 Gute Zeiten – tote Zeiten (Mystery-Thriller), Cora, Hamburg (als R.S. Graham)
- 2008 Ein teuflisches Spiel (Mystery-Thriller), Cora, Hamburg (als R.S. Graham)
- 2009 Wächter des Feuers (Mystery), Cora, Hamburg (als R.S. Graham)
- 2009 Tod im Petticoat (Mystery-Thriller), Cora, Hamburg (als R.S. Graham)
- 2009 Die Nacht der roten Katze, Weltbild, Augsburg (als Catherine Ashley Morgan)
- 2011 Am Tag, an dem sie alle starben (Mystery-Thriller), Cora, Hamburg (als R.S. Graham)
- 2011 Der Geist von Lilywhite Manor (Mystery), Cora, Hamburg (als R.S. Graham)
- 2011 Spiegel des Bösen (Mystery), Cora, Hamburg (als R.S. Graham)
- 2011 Die Spur der roten Katze, Weltbild, Augsburg (als Catherine Ashley Morgan)
- 2011 Die List der roten Katze, Weltbild, Augsburg (als Catherine Ashley Morgan)
- 2011 Die Kartäuser-Affäre, Weltbild, Augsburg (als Catherine Ashley Morgan)
- 2012 Der dunkle Zauber von Calibur (Mystery), Cora, Hamburg (als R.S. Graham)
- 2012 Die Webcam war Zeuge (Mystery-Thriller), Cora, Hamburg (als R.S. Graham)
- 2012 Kater Brown und die Klostermorde (Kriminalroman), Bastei Lübbe Taschenbuch, Köln, ISBN 978-3-404-16745-6
- 2012 Der Tod hat schwarze Tatzen, Weltbild, Augsburg (als Catherine Ashley Morgan)
- 2013 Im Dutzend tödlicher, Weltbild, Augsburg (als Catherine Ashley Morgan)
- 2013 Der Schatten der roten Katze, Weltbild, Augsburg (als Catherine Ashley Morgan)
- 2013 Lady Omegas letzter Flug (Mystery-Thriller), Cora, Hamburg (als R.S. Graham)
- 2013 Portal zu einer anderen Welt (Mystery), Cora, Hamburg (als R.S. Graham)
- 2014 Die Katze von Folsom Gardens, books2read, Hamburg (als Ellie Brooks)
- 2014 Wenn ich dich kriege (Krimi/nur E-Book), Egmont LYX
- 2014 MQRD (Krimi-Serial), Weltbild
- 2015 Kater Brown und die tote Weinkönigin (Krimi), Bastei Lübbe, Köln
- 2016 Kater Brown und die Kämpfer des Ostens (Krimi), Bastei Lübbe, Köln
- 2016 Kater Brown und das Testament der Madame Maupu (Krimi), Bastei Lübbe, Köln
- 2016 Der Kreis der toten Engel (Krimi-Serial), Weltbild
- 2016 Kater Brown und die Adventsmorde (Krimi), Weltbild
- 2017 Kater Brown und das Rätsel des Roten Raben (Krimi), Bastei Lübbe, Köln
- 2017 Geisterstation (Krimi-Serial/nur E-Book), Weltbild
- 2017 So rot der Schnee (Krimi), Weltbild
- 2018 Kater Brown und der magische Mister Miracle (Krimi), Bastei Lübbe, Köln
- 2019 Der kleine Trekkie (Comic), In Farbe und Bunt
- 2022 Kater Brown und die tödliche Teatime (Krimi), Bastei Lübbe, Köln
- 2022 Kater Brown und die Entführung aus dem Schwanensee (Krimi), Bastei Lübbe, Köln
- 2022 Kater Brown und die Büchermorde (Krimi), Bastei Lübbe, Köln
- 2023 Kater Brown und der rätselhafte Doctor Hu (Krimi), Bastei Lübbe, Köln
- 2024 Kater Brown und der mörderische Pinguin (Krimi), Bastei Lübbe, Köln
- 2024 Kater Brown und die Jagd auf Hawkwind Castle (Krimi), Bastei Lübbe, Köln
- 2024 Kater Brown und der lügende Holländer (Krimi), Bastei Lübbe, Köln

## Sachbücher (Auswahl)
- 1990 Das Star Trek Universum (erweiterte Neuausgabe 1991)
- 1994 Das Star Trek Universum, 2 Bde.
- 1995 Das Star Trek Universum. Band 3
- 1995 Die Star Trek Biographien
- 1997 Das große Next Generation Quizbuch
- 1997 Das Star Trek Universum. Band 4
- 1996 Star Trek Classic – Leonard Nimoy
- 1996 Star Trek Classic – William Shatner
- 1997 Star Trek – Voyager ISBN 3-453-09502-2
- 2023 Star Trek: Populäre Irrtümer und andere Wahrheiten, Klartext Verlag, ISBN 978-3837524659